# محمود كجك
محمود محمد كجك (1 أبريل 1991) هو لاعب كرة قدم لبناني يلعب مع نادي الأنصار في الدوري اللبناني الممتاز.

## المسيرة الدولية
لعب كجك مباراته الأولى مع منتخب لبنان في 15 يناير 2013 ضد الغابون، وإنتهت بالتعادل 0–0. أستدعي أيضًا إلى تشكيلة المبارتين ضد قطر في نوفمبر 2012 وأوزباكستان في مارس 2013 خلال تصفيات كأس العالم، إلا أنه ظل على مقاعد البدلاء ولم يشارك فيهما.

## وصلات خارجية
- محمود كجك على موقع الاتحاد الآسيوي (الإنجليزية)
- محمود كجك على موقع قاعدة بيانات كرة القدم.إي يو (الإنجليزية)
- محمود كجك على موقع ناشيونال فوتبول تيمز (الإنجليزية)
- محمود كجك على موقع Soccerway.com (الإنجليزية)
- محمود كجك على موقع كووورة
- محمود كجك على موقع أف آي لبنان (FA Lebanon)
- محمود كجك على أل أف جي